# Бородкин, Порфирий Григорьевич
Порфирий Григорьевич Бородкин (25 февраля 1901, слобода Дмитриевская, Воронежская губерния, Российская империя — 10 июня 1956, Острогожск, РСФСР,  СССР) — советский военачальник, генерал-майор (05.11.1943).

## Биография
Родился 25 февраля 1901 года в слободе Дмитриевская, ныне в черте  села  Коротояк Острогожского района Воронежской области. Русский.

### Военная служба

#### Гражданская война
С 25 февраля 1918 года состоял рядовым бойцом в Потаповском красногвардейском отряде Воронежской губернии, с 15 ноября командовал эскадроном в 12-м кавалерийском полку 8-й армии. В их составе воевал с деникинскими войсками на Южном фронте. В июле 1919 года был командирован на учебу на 3-е Сумские пехотные курсы красных командиров. С 19 октября по 7 ноября в составе Московской бригады курсантов участвовал в боях против генерала Н. Н. Юденича под Петроградом, затем продолжил учебу на 1-х Московских пехотных командных курсах. 6 мая 1920 года Бородкин был выпущен красным командиром и назначен в 14-й стрелковый полк 5-й стрелковой бригады 2-й Донской стрелковой дивизии. Командиром взвода и заведующим разведкой полка участвовал в боях с вооруженными формированиями Н. И. Махно в Донской области, в боях с частями генерала П. Н. Врангеля в Крыму.

#### Межвоенные годы
С конца мая 1921 года  командовал взводом в 26-м Петроградском полку 9-й Донской стрелковой дивизии СКВО. С ноября 1924 года учился в 4-й Курской, а с сентября
1923 года — в 8-й Петроградской пехотных школах. По окончании последней в 1924 года был назначен командиром взвода 57-го стрелкового полка 19-й стрелковой дивизии МВО. Одновременно с декабря 1924 года по 16 марта 1925 года был командиром взвода в Усманском, а с 20 октября 1925 года по 14 февраля 1926 года — в Острогожском уездных военных комиссариатах. С мая
1926 года исполнял должность начальника караульной команды в Школе воздушного боя ВВС РККА в городе Серпухов, с января 1927	года был инструктором по вневойсковой подготовке в Подольском уездном военкомате. С мая 1929 года вновь служил в прежнем 57-м стрелковом полку помощником командира и командиром роты, врид помощником начальника штаба полка. Член ВКП(б) с 1931 года. В январе 1932 года назначен помощником начальника штаба 165 -го стрелкового полка 55-й стрелковой дивизии, с марта 1933 года исполнял должность начальника 4-го отделения штаба 1-й артиллерийской дивизии. С февраля 1934 года командовал батальоном в 42-м стрелковом Шуйском полку 14-й стрелковой дивизии. В июне 1935 года переведен в ЛВО командиром 13-го отдельного горнострелкового батальона, с апреля 1936 года исполнял должность начальника штаба 160-го стрелкового полка 54-й Мурманской стрелковой дивизии. Указом ПВС СССР от 22 февраля 1938 года за успехи в боевой и политической подготовке Бородкин был награжден орденом Красного Знамени.  С ноября 1937 года по август 1938 года находился на курсах «Выстрел», затем назначен командиром 208-го стрелкового полка 70-й стрелковой дивизии ЛВО. С октября 1939 года командовал 156-м стрелковым полком 16-й стрелковой дивизии (с июля 1940 г. — в составе ПрибОВО). 

#### Великая Отечественная война
В начале  войны дивизия входила в состав 27-й армии Северо-Западного фронта и дислоцировалась в районе города Таллин (Эстония). В августе 1941 года 156-й стрелковый полк находился в подчинении командира 10-го стрелкового корпуса и участвовал с ним в обороне Таллина. В ходе этих боев 5 августа командир полка полковник  Бородкин был контужен, но остался в строю. Умелыми и решительными действиями он обеспечил отход и посадку войск корпуса на корабли. С сентября Бородкин командовал 98-м стрелковым полком 10-й стрелковой дивизии, которая вела в это время оборонительные бои в районе Стрельны и Петергофа. Во второй половине октября дивизия была переброшена в Ленинград, затем в район Невской Дубровки, где занимала оборону в составе 8-й армии и Невской оперативной группы.  
С февраля 1942 года состоял в распоряжении ГУК НКО, затем в марте был направлен в САВО на формирование 412-й стрелковой дивизии. В апреле ее формирование было отменено, а полковник  Бородкин в мае назначен командиром 11-й мотострелковой бригады этого же округа. В июле 1942 года бригада убыла на Западный фронт, где была включена в 10-й танковый корпус. В августе в его составе участвовала в отражении ударов противника на левом фланге 16-й армии. С января 1943 года бригада вместе с корпусом вела бои на Юго-Западном фронте, в составе подвижной группы генерала М. М. Попова участвовала в Ворошиловградской наступательной операции. С марта по июль 1943 года бригада в составе корпуса находилась в резерве Ставки ВГК, затем убыла на Воронежский фронт. В составе 47-й и 40-й армий участвовала в Курской битве, Белгородско-Харьковской наступательной операции, в освобождении города Тростянец. С 23 октября по 28 ноября 1943 года  Бородкин находился на лечении в санатории «Архангельское», затем состоял в распоряжении ГУК НКО. 
С 27 декабря 1943 года по 28 марта 1944 года  генерал-майор Бородкин проходил подготовку в Высшей военной академии им. К. Е. Ворошилова. По окончании ее ускоренного курса назначен командиром 62-й стрелковой дивизии, входившей в 49-ю армию Западного фронта и занимавшей оборону по восточному берегу р. Россасенка восточнее Орши. 11 апреля она была передана 31-й армии и до начала июня продолжала удерживать прежний рубеж. С 24 июня ее части в составе 3-го Белорусского фронта участвовали в Белорусской, Витебско-Оршанской, Вильнюсской и Каунасской наступательных операциях. 2 июля ее части форсировали реку Березина и содействовали правофланговым соединениям армии в освобождении города Борисов. Приказом ВГК от 10 июля 1944 года дивизии было присвоено наименование «Борисовская». Продолжая наступление, она к 15 июля вышла к реке Неман в районе Друскининкай, на следующий день форсировала ее и захватила плацдарм. 29 июля, обнаружив отход противника, дивизия вновь перешла в наступление, которое продолжалось до 11 августа. Указом ПВС СССР от 12 августа 1944 года за эти бои дивизия была награждена орденом Красного Знамени. С 1 сентября по 4 ноября  Бородкин находился на лечении после ранения в госпитале и в санатории. После выздоровления был назначен начальником Ярославского пехотного училища им. генерал-лейтенанта Харитонова.
За время войны комдив Бородкин  был  один  раз персонально упомянут в благодарственных в приказах Верховного Главнокомандующего.

#### Послевоенное время
После войны с октября 1945 года по март 1946 года состоял в распоряжении ГУК НКО, затем был назначен начальником военной кафедры Воронежского сельскохозяйственного института. С октября 1947 года занимал должность военного комиссара Одесской области. 6 апреля 1951 года генерал-майор Бородкин уволен в отставку.

## Награды
- два ордена Ленина (10.01.1944[6],  21.02.1945[7][8]
- четыре ордена Красного Знамени (22.02.1938[6], 03.05.1942[9],   03.11.1944[10][8], 24.06.1948[8])
- орден Кутузова II степени (29.06.1945)[11]
- орден Отечественной войны I степени (25.03.1943)[12]
  - медали в том числе:
  - «XX лет Рабоче-Крестьянской Красной Армии» (1938)[6].
  - «За оборону Ленинграда» (1944)
  - «За победу над Германией в Великой Отечественной войне 1941—1945 гг.» (17.09.1945)[13]

Приказы (благодарности) Верховного Главнокомандующего в которых отмечен П. Г. Бородкин.
- За овладение городом и оперативно важным железнодорожным узлом Орша — мощным бастионом обороны немцев, прикрывающим минское направление. 27 июня 1944 года. № 121.